# Explosion démographique

Estimation de la population mondiale depuis la Préhistoire jusqu'en 2000.

Une explosion démographique est un accroissement démographique très élevé et donc très rapide de la population. Au début de l’ère chrétienne, la Terre était peuplée de 225 millions d’habitants. En 1820, la population a dépassé le milliard d’individus et en octobre 2011, le chiffre est passé à 7 milliards. La population de la Terre a le plus souvent augmenté depuis que l’homme y habite. Le taux de croissance démographique est passé par un maximum de 2% par an de 1960 à 1970 et depuis ne cesse de ralentir, 0,8 % en 2024. On parle de croissance logistique et non plus exponentielle. Pour 2030, l’ONU annonce en 2012 une population mondiale de 8,5 milliards qui devrait se stabiliser aux alentours de 10 milliards d’habitants vers 2050.
Une explosion démographique est généralement génératrice de pauvreté et de fragilité économique : les structures économiques et aussi sociales du pays n’ont pas le temps de s’adapter à la taille de la population. Face aux prédictions de l'ONU en 2012, on peut se demander comment la population vivra dans cet environnement si les ressources ne peuvent suffire à ses besoins. Quel sera l’avenir des 1,3 milliard d’êtres vivant aujourd’hui dans une pauvreté extrême quand l’excédent de population sera concentré dans la partie la plus pauvre du Tiers monde, appelé aussi "Sud profond", concentré principalement dans la zone intertropicale. Ces questions pourraient obliger les pays riches de l’hémisphère Nord à changer leur politique, leurs préoccupations et leur façon de vivre.

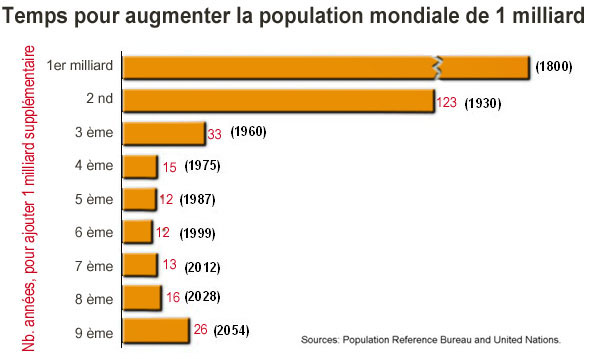
Nombre d'années (en rouge) pour que la population mondiale augmente d'un milliard d'individus. Ce type de diagramme inclut à la fois une dimension d'évaluation démographique rétrospective et une part de prospective démographique (projections démographiques pour la période 2010/2050). Le chiffre entre parenthèses indique l'année à laquelle le seuil du milliard d'êtres humains est atteint

Cependant, si le mode de vie occidental peut être incriminé pour certains excès (énergie, aliments), les populations des pays du Sud aspirent à une amélioration légitime de leurs conditions de vie qui les conduira à augmenter leur consommation d'énergie, de ressources minières, alimentaires et d'eau douce et donc leur impact sur la Planète. La modération qualitative des modes de vie de tous ne peut pas être une solution suffisante si le problème quantitatif du nombre d'êtres humains continue de s'aggraver : la planète étant de taille finie, il est inévitable de devoir freiner puis stopper la croissance démographique. Quant à savoir quel niveau de population est à la fois compatible avec l'épanouissement de chacun, non pas seulement manger à sa faim, mais aussi non destructeur en termes d'environnement. Tout calcul devrait prendre en compte non seulement la possibilité réaliste ou non de nourrir cette population de façon durable, mais également la préservation d'écosystèmes naturels : préservation qui est à la fois légitime éthiquement et utile indirectement à l'Homme sur le plan alimentaire , récréatif, culturel et économique en raison de la valeur de la biodiversité ("services rendus par les écosystèmes" ). Ce qui suppose une occupation modérée des terres pour laisser des milieux naturels non occupés par l'agriculture, les pâturages et les villes, des océans non surexploités et une absence de pollution globale de l'air, des sols et des eaux.

## Dans le monde
L'indice conjoncturel de fécondité mondial est de 2,2 enfants par femme en moyenne en 2024, mais avec de grands écarts entre les pays riches et une partie des pays pauvres. Dans la plupart des pays développés, ce taux est insuffisant pour maintenir une population stable, avec les conséquences du vieillissement de la population. En revanche, dans certains pays du tiers monde, le résultat d'un taux de fécondité fort - avec un taux de mortalité en chute rapide - est une explosion de population jeune (surtout en Afrique subsaharienne) qui se manifeste par une pyramide démographique à base très large et sommet fin .

Aux États-Unis, l'aspect de la pyramide des âges indique une stabilisation de la croissance démographique.

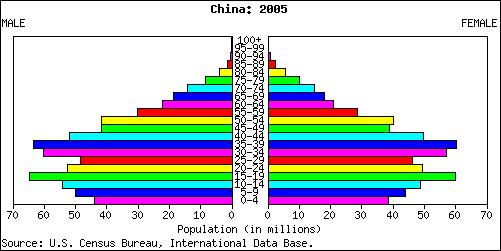
En Chine, la base étroite de la pyramide reflète les résultats de la politique d'un seul enfant par foyer entamée dans les années 1960.

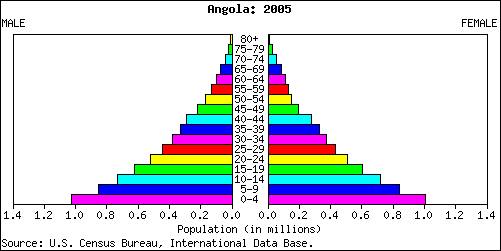
Pyramide démographique en Angola, avec une base large indiquant une forte proportion de jeunes dans la population.

Ainsi, la capacité de la planète Terre à donner une vie décente à tout être humain, est en partie liée à la vitesse à laquelle la population mondiale pourra se stabiliser (malgré la baisse parfois rapide du taux de fécondité déjà en cours, avec l’avancement des programmes d’éducation des femmes dans le tiers-monde). Le rapport entre la population et environnement est complexe.  Selon une étude de la RAND Corporation, dans l'histoire de l'humanité, jamais la population n'a été en aussi bonne santé et aussi bien nourrie. Or, dans un même temps, les modifications de l'environnement ont commencé à s'accélérer : la pollution a augmenté, la menace de l'épuisement des ressources naturelles (surtout l'eau potable)  et le réchauffement climatique est une réalité indéniable.
Alors, pour réussir ces multiples défis, il serait obligatoire d'abord d’obtenir un taux de fécondité mondial entre 2,05 et 2,10, y compris dans le tiers monde. Les experts en démographie de l'ONU prévoient une probabilité moyenne d'arriver à une croissance zéro de population avant la fin du XXIe siècle. Tout progrès vers ce but impliquera un sursaut de conscience individuelle et collective envers l'éducation, en particulier l'accès à l'éducation des filles, la planification familiale et le respect des lois de la nature de notre planète. Ceci sera difficile, mais pas impossible.